# The Elms (Rhode Island)

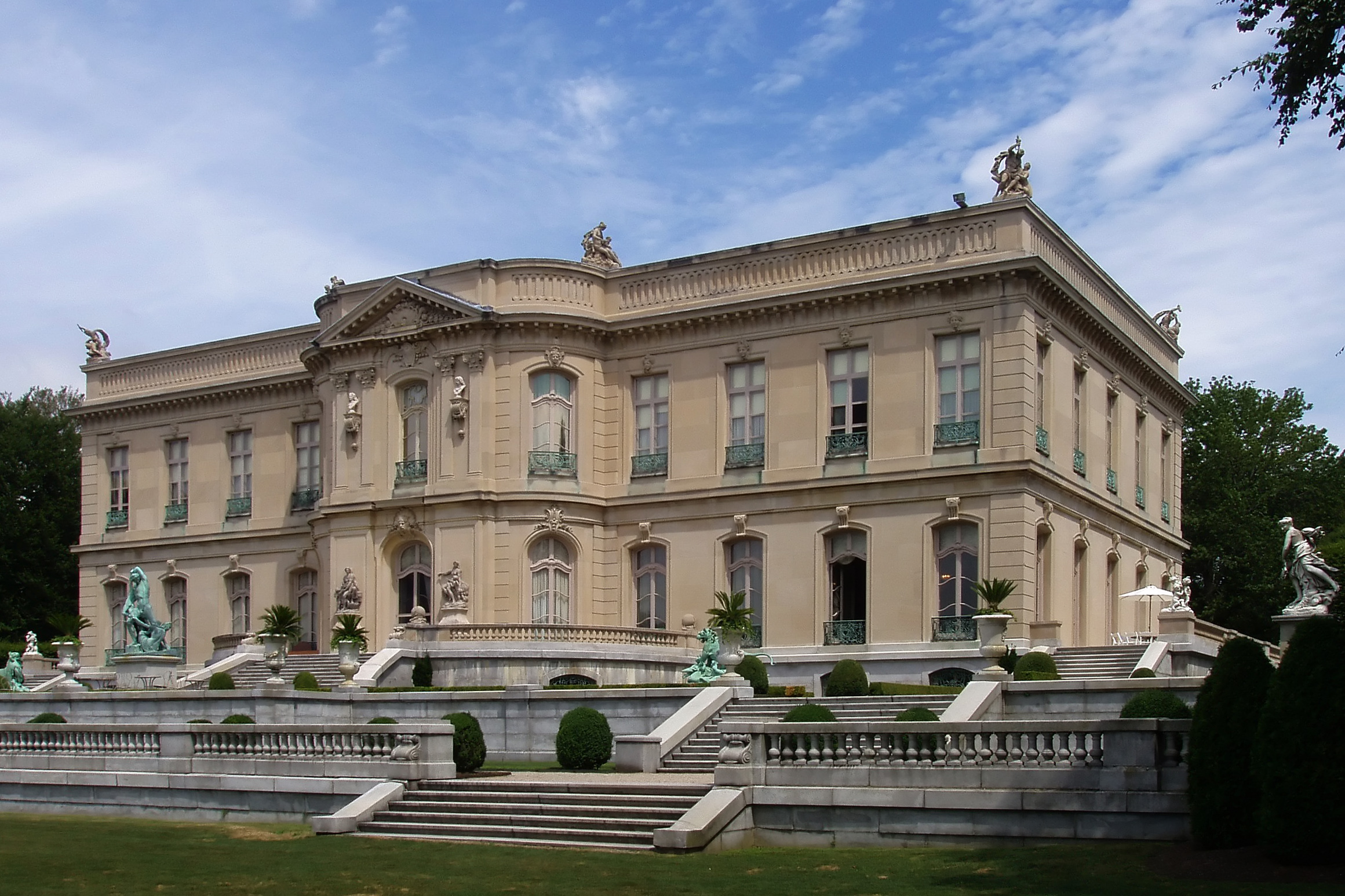
Rückseite des Landhauses auf dem Anwesen The Elms in Newport, Rhode Island, erbaut 1899–1901 von Horace Trumbauer für den Kohlemagnaten Edward J. Berwind.

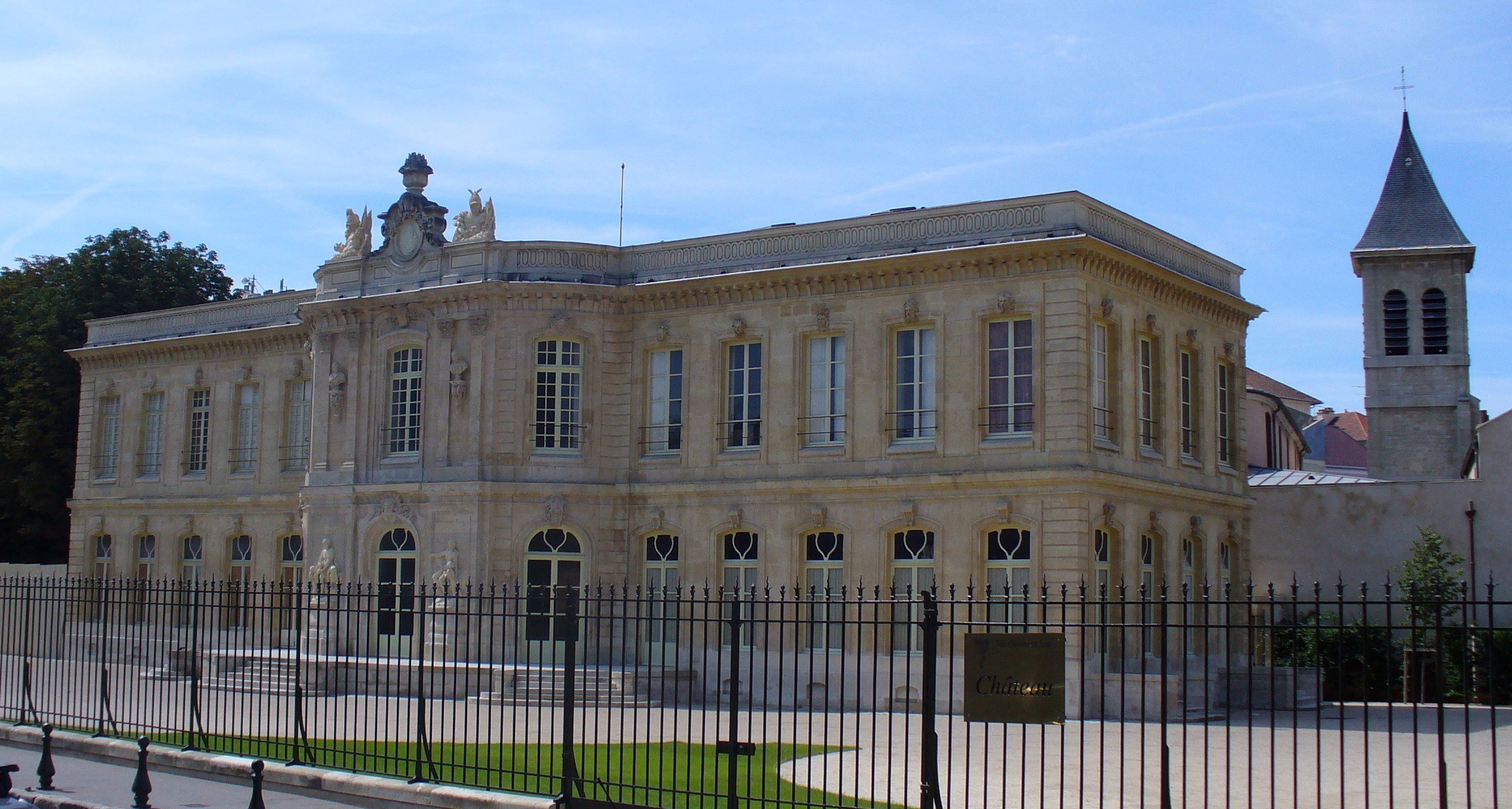
Das französische Château d’Asnières in Asnières-sur-Seine bei Paris diente als Vorbild.

The Elms ist ein großes herrschaftliches Anwesen in Newport, Rhode Island. Es wurde zwischen 1899 und 1914 als Sommerresidenz für den Großindustriellen Edward Julius Berwind vom Architekten Horace Trumbauer erbaut. Das Anwesen mit dem auf drei Etagen über 30 Zimmer umfassenden Landhaus wurde 1962 von der Preservation Society of Newport County erworben. Seit September 1971 ist The Elms im National Register of Historic Places eingetragen. Das Anwesen ist zudem Contributing Property des Bellevue Avenue Historic Districts, der seit Dezember 1972 als Historic District im National Register of Historic Places geführt wird. The Elms erhielt im Juni 1996 den Status eines National Historic Landmarks zuerkannt.  Es ist heute ein Museum und für die Öffentlichkeit zugänglich.

## Anwesen

### Haupthaus

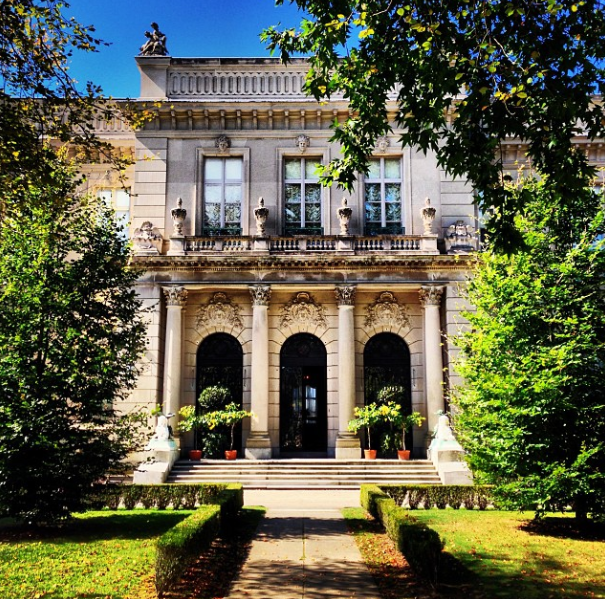
Eingangsbereich auf der Vorderseite.

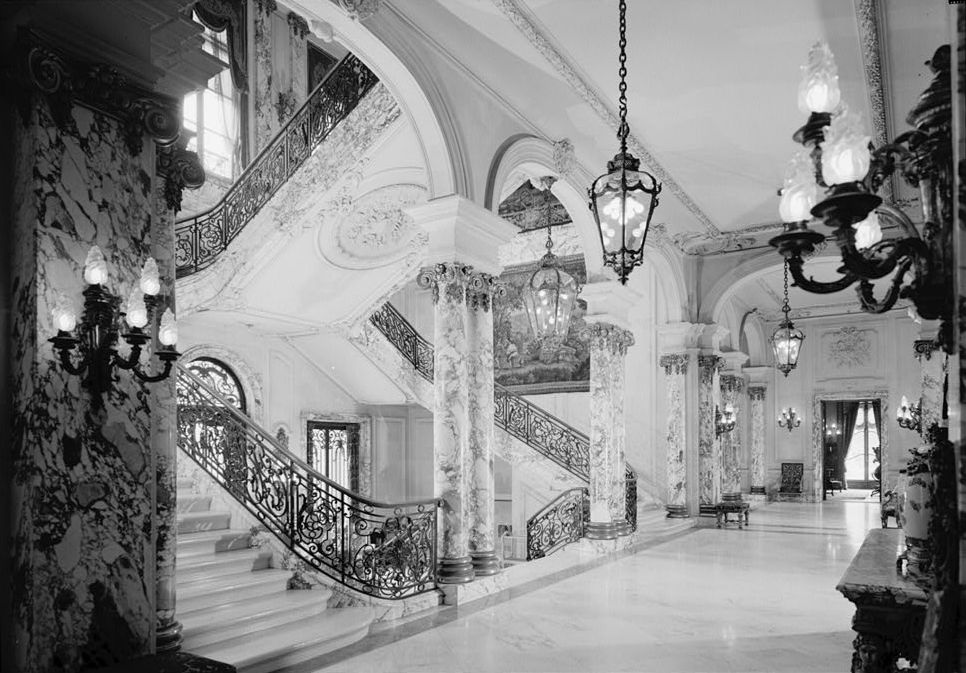
Mit Marmor verziertes Treppenhaus und Empfangshalle des Landhauses.

Als Vorbild für das im Stile der Beaux-Arts-Architektur erbaute zentrale Landhaus (1899–1901) diente das französische Château d’Asnières in Asnières-sur-Seine. Das Haus besteht aus einer in Mauerwerk eingefassten Stahlkonstruktion mit einer Fassade aus Sandstein (indiana limestone) und besitzt über 30 Zimmer auf drei Etagen. Es steht auf einem erhöhten Unterbau mit Räumlichkeiten für das Personal und den Betrieb und wird seitlich und auf der Rückseite von Terrassen umfasst. Der nach Osten zeigende abgesetzte Eingangsbereich besitzt drei große verglaste schmiedeeiserne Türen, die von insgesamt vier korinthischen Säulen flankiert werden. Vom Foyer gelangt man in der ersten Etage über die Empfangshalle unter anderem zum großen Ballsaal, Salon und Bibliothek sowie zu den Esszimmern. Über das geteilte Treppenhaus mit Stufen aus Carrara-Marmor und Säulen aus Breche-Violette-Marmor gelangt man zu den Schlaf- und Wohnräumen in der zweiten Etage. Die dritte Etage mit Schlafräumen für die Angestellten ist von der Grundfläche kleiner und wird von der auf die zweite Etage aufgesetzten umlaufenden Balustrade verdeckt. Der Innenausbau wurde von den französischen Innenarchitekten Jules Allard und Lucien Alavoine ausgeführt und ist größtenteils im französischen Stil des 18. Jahrhunderts gehalten.

### Grundstück und Garten

Wirtschaftsgebäude.

Teehäuser zwischen Landhaus und Garten (Blick in Richtung des abgesenkten Gartens von Nord-Ost).

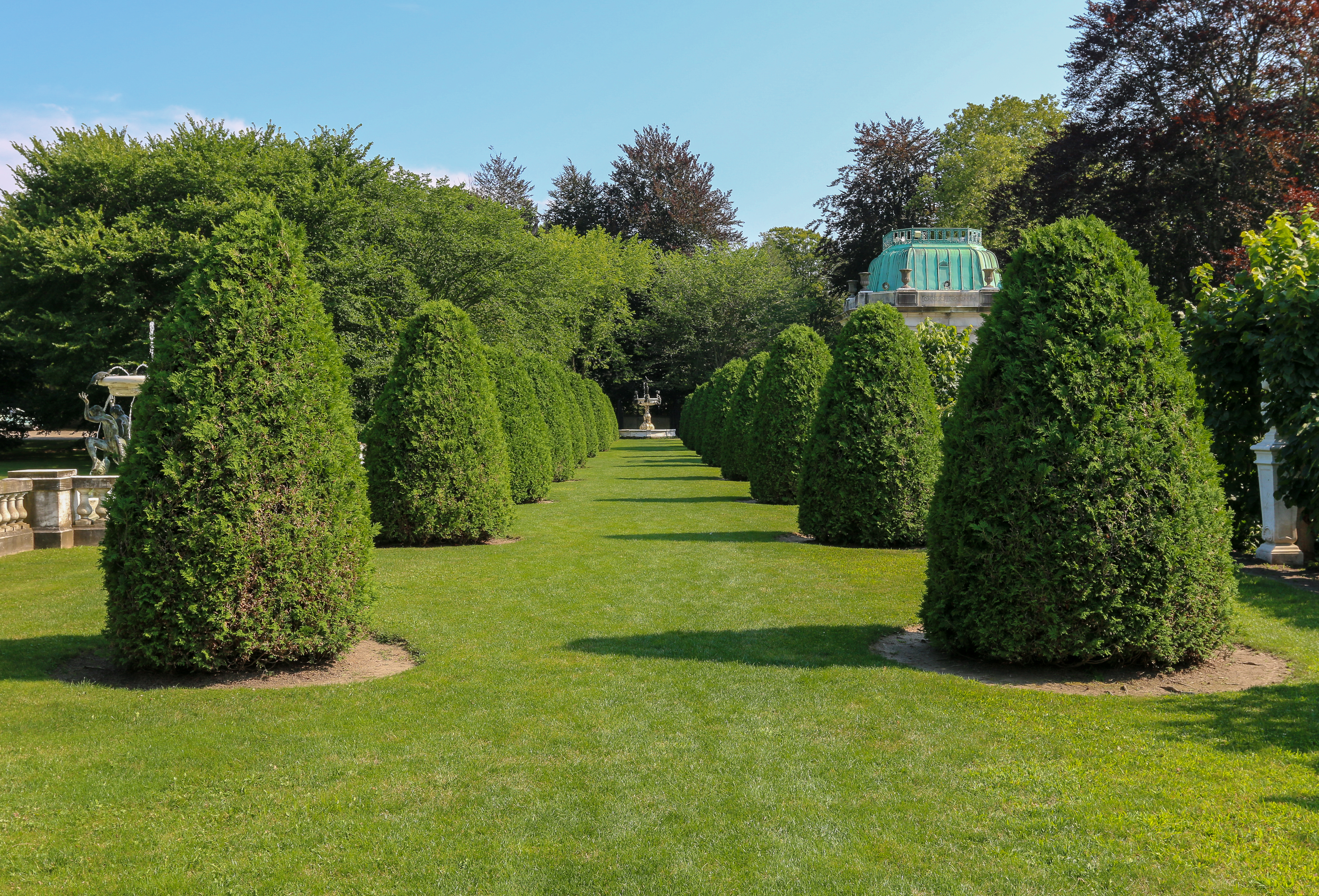
Blick in den Garten

Das 11 Acre (ca. 4 Hektar) große Anwesen ist umgeben von einer Sandsteinmauer mit einem großen schmiedeeisernen Tor am Eingang an der Bellevue Avenue im Osten. Zwischen 1902 und 1914 entstand die Parkanlage mit mehreren Skulpturen sowie an der Westseite des Anwesens ein abgesenkter Garten in Nord-Süd-Ausrichtung, mit einer Allee zwischen dem Landhaus und dem Garten, welcher auf Länge des Hauses von einer Balustrade und zwei steinernen Teehäusern flankiert wird. Die Landschaftsarchitektur wurde dabei in Zusammenarbeit mit C. H. Miller and E. W. Bowditch ausgeführt. Weiterhin entstand 1911 an der nordwestlichen Ecke des Grundstücks ein großes Wirtschaftsgebäude mit Ställen und einer Garage.

## Geschichte
Die Berwinds nutzten das Anwesen als Sommersitz bis Anfang der 1960er-Jahre. Julia, die Schwester des 1936 verstorbenen Edward J. Berwind und letztes Familienmitglied, starb 1961 im Alter von 95 Jahren und die Erben veräußerten daraufhin die Inneneinrichtung und schließlich auch das Anwesen, das abgerissen werden sollte, um Platz zu schaffen für die Errichtung einer Einkaufsmeile. 1962 gelang es der Preservation Society of Newport County das Anwesen zu erwerben und zu erhalten. Wieder ausgestattet mit Mobiliar und Kunstgegenständen – erworben und geborgt von Sammlern und Museen – konnte The Elms im August 1962 als Museum eröffnet und für die Öffentlichkeit bis heute zugänglich gemacht werden.